# Kleine Bandikutratte

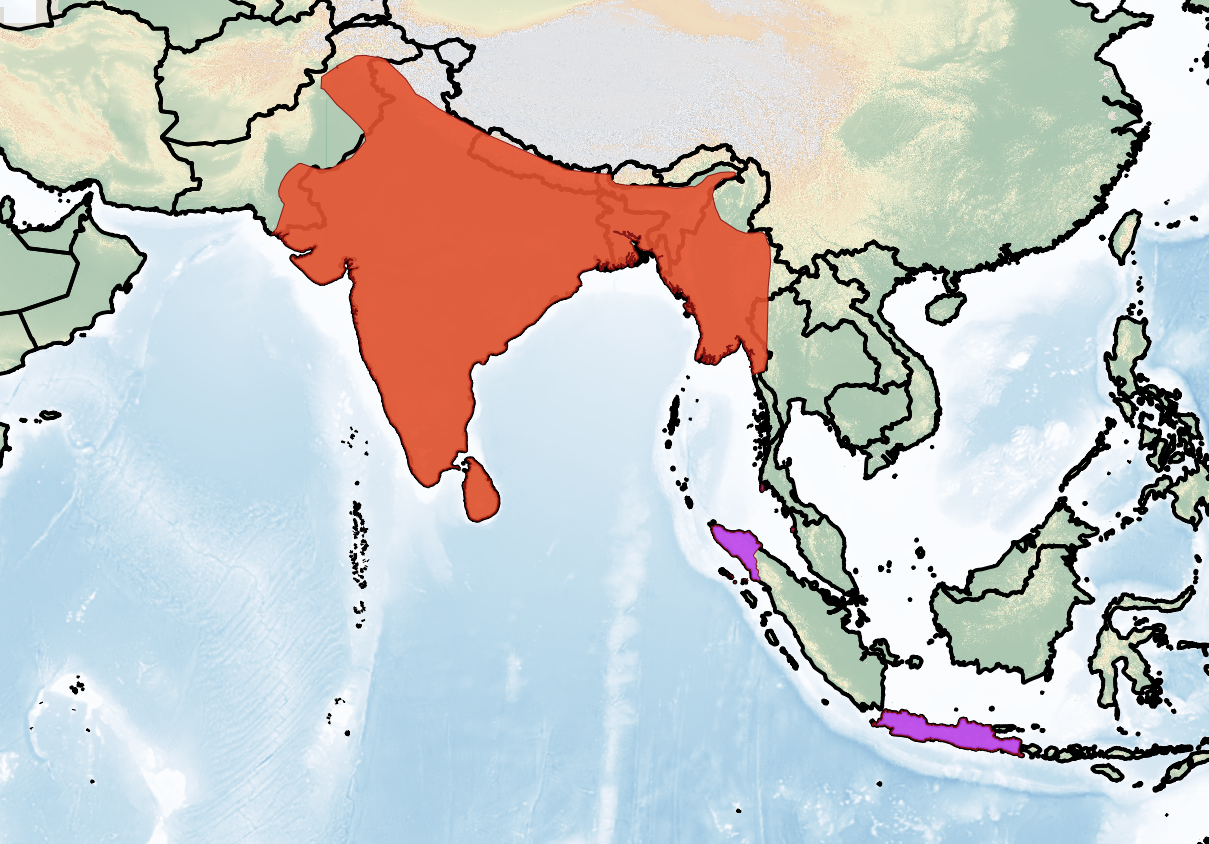
Verbreitungsgebiet der Kleinen Bandikutratte, eingeführte Populationen in Violett

Die Kleine Bandikutratte (Bandicota bengalensis) ist ein auf dem indischen Subkontinent und in Myanmar verbreitetes Nagetier in der Gattung der Bandikutratten. Die Unterschiede zu den beiden anderen Gattungsvertretern sind so deutlich, dass die Art zeitweilig in der eigenen Gattung Gunomys gelistet wurde.

## Merkmale
Mit einer Kopf-Rumpf-Länge von 161 bis 243 mm und einer Schwanzlänge von 112 bis 188 mm ist die Art kleiner als die Echte Bandikutratte (Bandicota indica) sowie etwa gleich groß verglichen mit der Savile-Bandikutratte (Bandicota savilei). Es sind 27 bis 38 mm lange Hinterfüße und oberseits ein borstiges Fell mit schwarzen und cremefarbenen Haaren vorhanden. Auf dem Schwanz befinden sich 10 bis 12 Reihen mit Schuppen pro Zentimeter. Bei Weibchen sind oft 14 bis 17 Zitzen vorhanden, während die Anzahl allgemein zwischen 10 und 20 variiert. Erwachsene Exemplare einer Studie wogen 180 bis 290 g.

## Verbreitung
Das Verbreitungsgebiet reicht vom östlichen Pakistan und Nepal über Indien, Sri Lanka, Bhutan und Bangladesch bis nach Myanmar. Eingeführte Populationen leben in Indonesien, Saudi-Arabien und Thailand. Die Kleine Bandikutratte lebt im Flachland und Gebirge bis 3600 Meter Höhe. Das Habitat variiert zwischen Wäldern, Buschland, Grasflächen, Sümpfen, Mangrove, Reisfeldern und besiedelten Regionen.

## Lebensweise
Dieses Nagetier gräbt komplexe Tunnelsysteme mit mehreren Gängen und 12 bis 16 Kammern. In Gefangenschaft gehaltene Exemplare waren sehr aggressiv zueinander, was vermuten lässt, dass sie allgemein einzelgängerisch sind. Dagegen konnten bei großer Populationsdichte mehrere Tiere in einem Bau angetroffen werden. Die nachtaktive Kleine Bandikutratte frisst verschiedene Pflanzenteile sowie Insekten, Weichtiere und Krabben. In Indien erfolgt die Geburt der Nachkommen vorwiegend in der Trockenzeit. Weibchen sind 3 bis 5 Tage empfangsbereit und nach erfolgreicher Paarung folgt eine Trächtigkeit von 21 bis 25 Tagen. Ein Wurf enthält durchschnittlich 6 Neugeborene und maximal bis zu 19.

## Gefährdung
Für den Bestand liegen keine Bedrohungen vor. Aufgrund eines guten Anpassungsvermögens nimmt die Gesamtpopulation zu. Die IUCN listet die Kleine Bandikutratte als nicht gefährdet (least concern).